# 줄리오 카치니

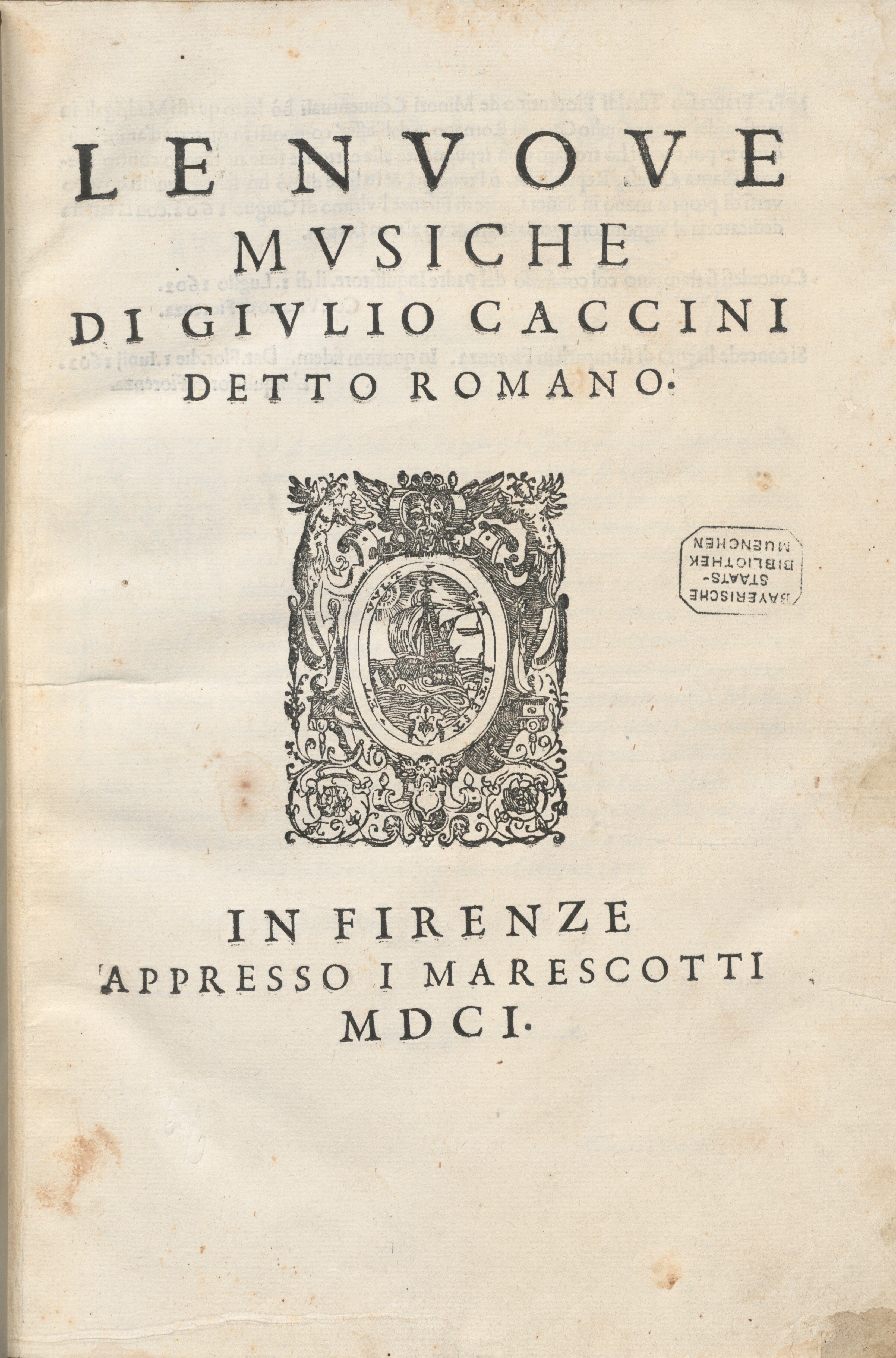
Le nuove musiche의 타이틀 페이지 (1601년)

줄리오 로몰로 카치니(Giulio Romolo Caccini, 1551년 10월 8일 ~ 1618년 12월 10일)는 이탈리아의 작곡가, 교사, 가수, 악기 연주자, 후기 르네상스 음악과 초기 바로크 음악 시대의 작사가이다. 오페라 장르를 창시한 사람들 가운데 한 명이자 새 바로크 스타일의 가장 영향력 있는 창시자들 가운데 한 명이었다. 작곡가 프란체스카 카치니와 가수 세티미아 카치니의 아버지이기도 하다.
초기 생애에 대해서는 거의 알려진 바가 없으나 로마에서 태어난 것으로 추정된다.

## 레코딩
- Euridice. Scherzi Musicali with Nicolas Achten, conductor. 2009, Ricercar RIC 269